# Torneo de Kuala Lumpur
El torneo de Kuala Lumpur, oficialmente Proton Malaysian Open, fue un torneo oficial de tenis profesional que se jugó en la ciudad de Kuala Lumpur, Malasia.
En categoría masculina comenzó a jugarse en el año 2009 sobre canchas duras cubiertas, tomando el lugar del Kingfisher Airlines Tennis Open que anteriormente se jugara en diferentes ciudades asiáticas. Formó parte de la serie ATP World Tour 250 y su sede fue el "Bukit Jalil Sports Complex". Sirvió como preparación para el Masters 1000 de Shanghái. El 28 de septiembre de 2014 se produjo algo histórico, el francés Julien Benneteau perdía la final ante Kei Nishikori, lo cual significaba su décima derrota en una final de sencillos en su carrera (J.Benneteau: 0-10 títulos/finales en singles en su carrera).Eso sí, el francés posee 10 títulos de dobles en su carrera (entre ellos Roland Garros 2014).

## Resultados

### Individuales masculinos
| Año  | Campeón           | Finalista         | Resultado           |
| ---- | ----------------- | ----------------- | ------------------- |
| 2009 | Nikolái Davydenko | Fernando Verdasco | 6-4, 7-5            |
| 2010 | Mikhail Youzhny   | Andréi Golúbev    | 6-7(7), 6-2, 7-6(3) |
| 2011 | Janko Tipsarević  | Marcos Baghdatis  | 6-4, 7-5            |
| 2012 | Juan Mónaco       | Julien Benneteau  | 7-5, 4-6, 6-3       |
| 2013 | João Sousa        | Julien Benneteau  | 7-5, 4-6, 6-3       |
| 2014 | Kei Nishikori     | Julien Benneteau  | 7-6(4), 6-4         |
| 2015 | David Ferrer      | Feliciano López   | 7-5, 7-5            |

### Dobles masculinos
| Año  | Campeón                              | Finalista                            | Resultado           |
| ---- | ------------------------------------ | ------------------------------------ | ------------------- |
| 2009 | Mariusz Fyrstenberg Marcin Matkowski | Ígor Kunitsyn Jaroslav Levinsky      | 6-2, 6-1            |
| 2010 | Frantisek Cermak Michal Mertinak     | Mariusz Fyrstenberg Marcin Matkowski | 7-6(3), 7-6(5)      |
| 2011 | Eric Butorac Jean-Julien Rojer       | František Čermák Filip Polášek       | 6-1, 6-3            |
| 2012 | Alexander Peya Bruno Soares          | Colin Fleming Ross Hutchins          | 5-7, 7-5, [10-7]    |
| 2013 | Eric Butorac Raven Klaasen           | Pablo Cuevas Horacio Zeballos        | 6-2, 6-4            |
| 2014 | Leander Paes Marcin Matkowski        | Jamie Murray John Peers              | 6-3, 6-7(5), [10-5] |
| 2015 | Treat Huey Henri Kontinen            | Raven Klaasen Rajeev Ram             | 7-6(4), 6-2         |

- Datos: Q299511
- Multimedia: Malaysian Open / Q299511